# Catriona Le May Doan
Catriona Le May Doan (ur. 23 grudnia 1970 w Saskatoon) – kanadyjska łyżwiarka szybka, trzykrotna medalistka olimpijska, wielokrotna medalistka mistrzostw świata i pięciokrotna zdobywczyni Pucharu Świata.

## Kariera
Pierwszy występ Catriony Le May Doan na arenie międzynarodowej miał miejsce w 1989 roku, kiedy zajęła 24. miejsce podczas mistrzostw świata juniorów w Kijowie. Swój pierwszy medal zdobyła jednak dopiero dziewięć lat później, zwyciężając na mistrzostwach świata w wieloboju sprinterskim w Berlinie. W tym samym roku zdobyła też złoto w biegu na 500 m i srebro na 1000 m podczas dystansowych mistrzostw świata w Calgary oraz wzięła udział w igrzyskach olimpijskich w Nagano. Olimpijskie starty rozpoczęła od zdobycia złotego medalu w biegu na 500 m, ustanawiając jednocześnie nowy rekord olimpijski. Zdobyła też brązowy medal na dwukrotnie dłuższym dystansie, przegrywając z Marianne Timmer z Holandii i Chris Witty z USA. Kolejne trzy medale zdobyła w 1999 roku. Najpierw wywalczyła złoto na 500 m i brąz na 1000 m na dystansowych mistrzostwach świata w Heerenveen, a następnie była druga za Niemką Monique Garbrecht podczas mistrzostw świata w wieloboju sprinterskim w Calgary. W kolejnym roku tym raz stanęła na podium międzynarodowej imprezy - podczas dystansowych mistrzostw świata w Nagano była trzecia na 500 m, przegrywając tylko z Monique Garbrecht i Rosjanką Swietłaną Żurową. W tej samej konkurencji była najlepsza rok później, na mistrzostwach świata w Salt Lake City, zdobywając ponadto brązowy medal na 1000 m. Brązowy medal zdobyła też na mistrzostwach świata w wieloboju sprinterskim w Inzell, plasując się za Garbrecht i Eriko Sanmiyą z Japonii. Ostatni medal w karierze zdobyła na igrzyskach olimpijskich w Salt Lake City, gdzie ponownie zwyciężyła w biegu na 500 m. Miesiąc wcześniej Le May Doan była też najlepsza podczas mistrzostw świata w wieloboju sprinterskim w Hamar. Wielokrotnie stawała na podium zawodów Pucharu Świata, odnosząc przy tym 34. zwycięstwa. W sezonach 1997/1998, 1998/1999, 2000/2001 i 2001/2002 zwyciężała w klasyfikacji końcowej 500 m, w sezonie 2002/2003 była druga, a sezon 1995/1996 zakończyła na trzeciej pozycji. Ponadto w sezonie 1997/1998 była też najlepsza w klasyfikacji 1000 m, a w sezonie 1998/1999 zajęła trzecie miejsce w tej klasyfikacji.
Ustanowiła 18 rekordów świata (w tym 5 nieoficjalnych). Podczas igrzysk w Salt Lake City była chorążym reprezentacji Kanady. W 2005 roku została oficerem Orderu Kanady.

### Mistrzostwa świata
- Mistrzostwa świata w wieloboju sprinterskim
  - złoto – 1998, 2002
  - srebro – 1999
  - brąz – 2001
- Mistrzostwa świata na dystansach
  - złoto – 1998 (500 m); 1999 (500 m); 2001 (500 m)
  - srebro – 1998 (1000 m)
  - brąz – 1999 (1000 m); 2000 (500 m); 2001 (1000 m)